# Zuhaus unter Fremden
Der Spielfilm Zuhaus unter Fremden aus dem Jahr 1979 von Peter Keglevic und Renke Korn war der erste große Fernsehfilmauftritt des Schauspielers Herbert Grönemeyer. Der Film ist auch ein früher Beitrag zur Thematik türkischer Einwanderer in Deutschland.

## Inhalt
Bernd lernt die türkischstämmige Ayshe, die bereits als Kind nach Deutschland gekommen ist, kennen und verliebt sich in sie. Ayshe fühlt sich in Deutschland mehr zu Hause als in der Türkei, doch durch die Beziehung zu Bernd merkt sie, dass das nicht für ihre Eltern gilt. Diese sind gegen die Beziehung und bereiten eine Hochzeit in der alten Heimat vor. Letztlich muss sich Ayshe zwischen ihrer Familie und Bernd entscheiden. Sie bricht mit ihrer Familie und bleibt in Berlin.

## Hintergründe
Die Darstellerin der jungen, unterdrückten Ayshe, die nicht in das Heimatland ihrer Eltern zurückkehren will, arbeitet heute in Deutschland als Filmregisseurin. Der Regisseur Peter Keglevic wurde später mit zahlreichen Filmpreisen geehrt.